# Ołeksandr Łysenko (piłkarz)
Ołeksandr Ołeksandrowycz Łysenko (ukr. Олександр Олександрович Лисенко, ros. Александр Александрович Лысенко, Aleksandr Aleksandrowicz Łysienko; ur. 3 maja 1951 w Kijowie) – ukraiński piłkarz, grający na pozycji pomocnika, trener piłkarski.

## Kariera piłkarska

### Kariera klubowa
W 1970 rozpoczął karierę piłkarską w miejscowym klubie Dynamo Kijów. Występował przeważnie w drużynie rezerwowej, dlatego w 1973 przeszedł do Zorii Ługańsk, w którym w 1974 ukończył karierę piłkarską.

## Kariera trenerska
Po zakończeniu kariery piłkarskiej ukończył w 1976 rozpoczął karierę piłkarską. Najpierw trenował piłkarska drużynę Inżynierowo-Budowlanego Instytutu w Kijowie, potem od 1980 pracował w SDJuSzOR Zmina Kijów. W 1987 zmienił miejsce pracy na DJuSSz Dynamo Kijów. W sezonie 1997/98 wchodził do sztabu szkoleniowego w Dynamo-3 Kijów. Po tym wyjechał do Libii, gdzie prowadził przez sezon klub Al-Ittihad Trypolis. W 2003 powrócił do pracy z dziećmi w DJuSSz Dynamo Kijów. Od 2007 prowadzi juniorskie reprezentacje Ukrainy.

## Sukcesy i odznaczenia

### Sukcesy trenerskie
- mistrz Ukraińskiej SRR z reprezentacją Kijowa: 1984
- zdobywca Pucharu Juność Ukrainy z reprezentacją Kijowa: 1985
- zwycięzca Spartakiady Ukraińskiej SRR z reprezentacją Kijowa: 1986
- mistrz ZSRR spośród drużyn Dynamo: 1989
- wicemistrz ZSRR spośród SDJuSzOR: 1990
- zwycięzca powyżej 20 piłkarskich turniejów międzynarodowych